# Бутылка

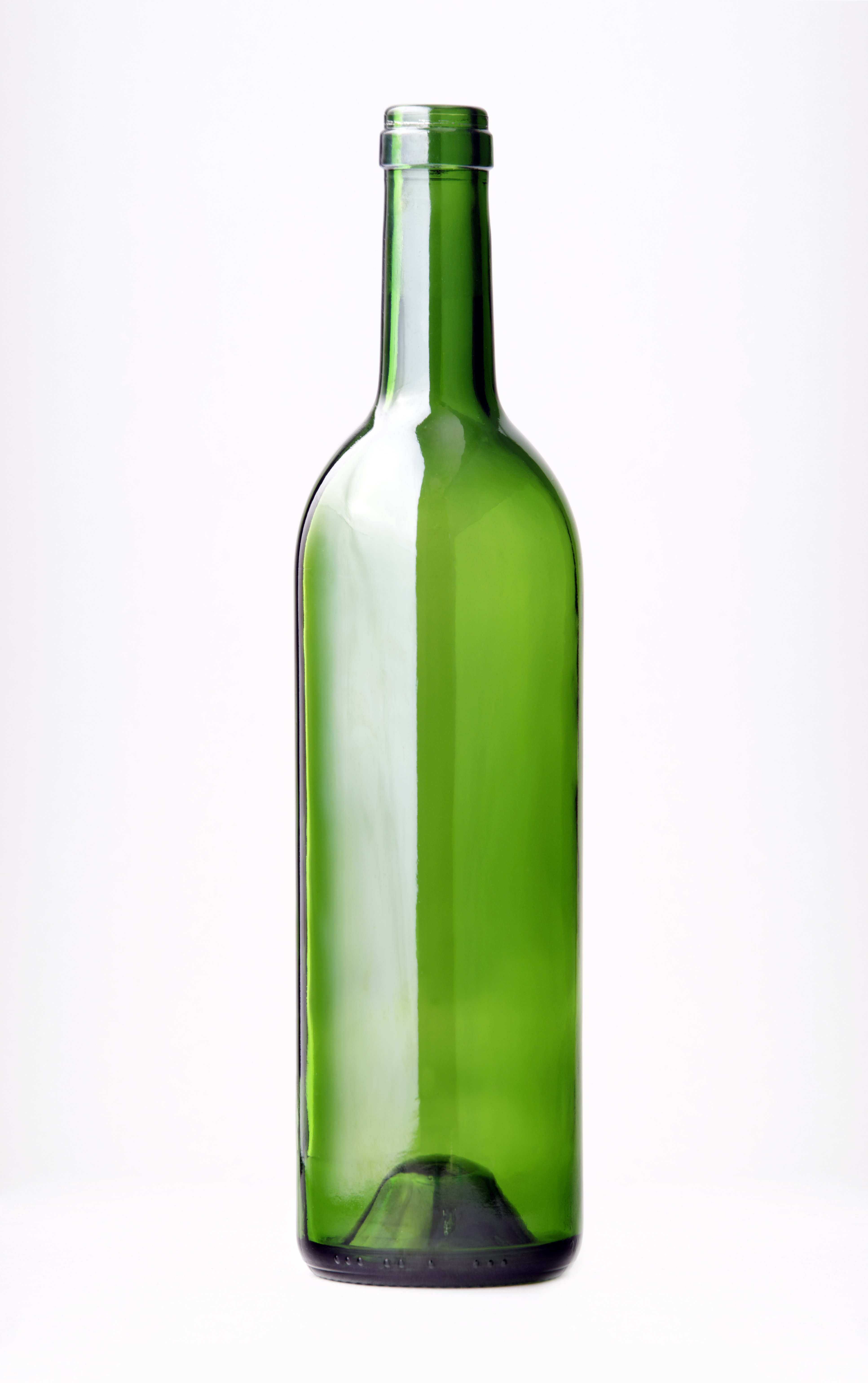
Бутылка

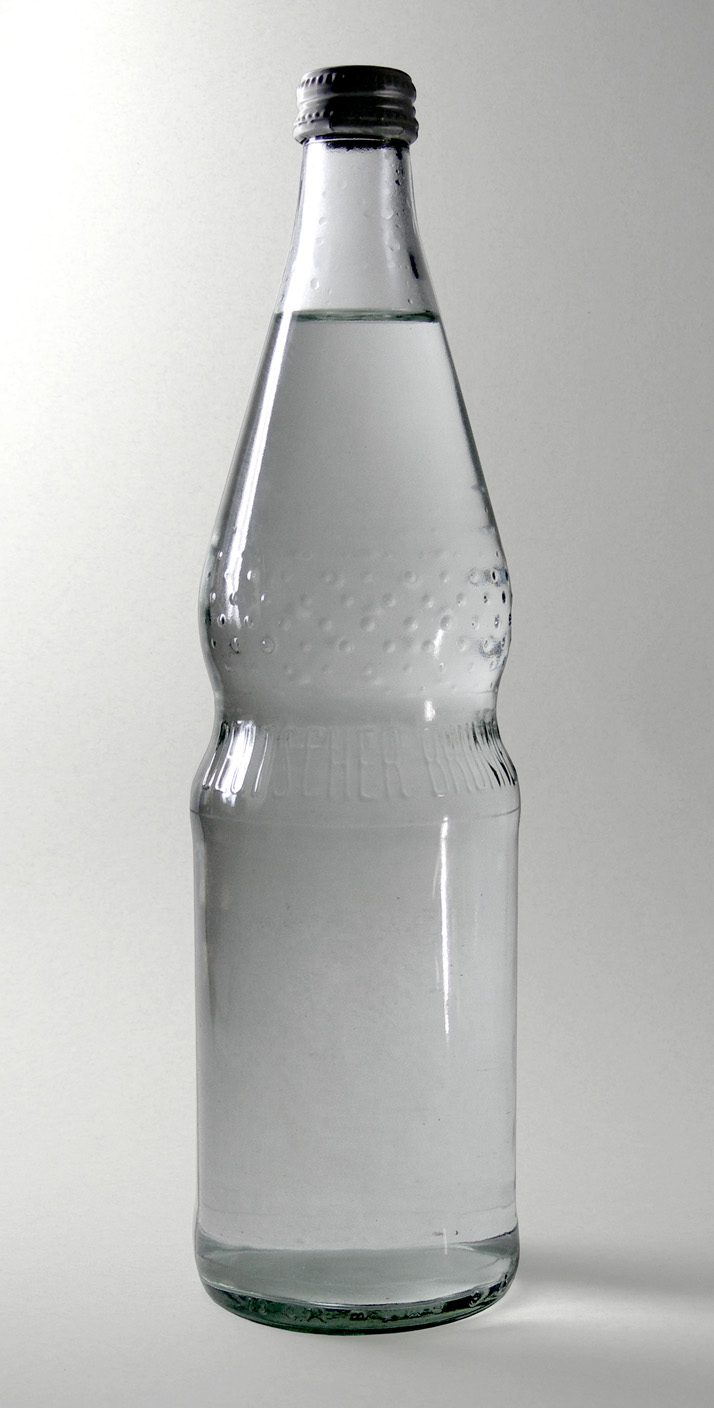
Бутылка минеральной воды

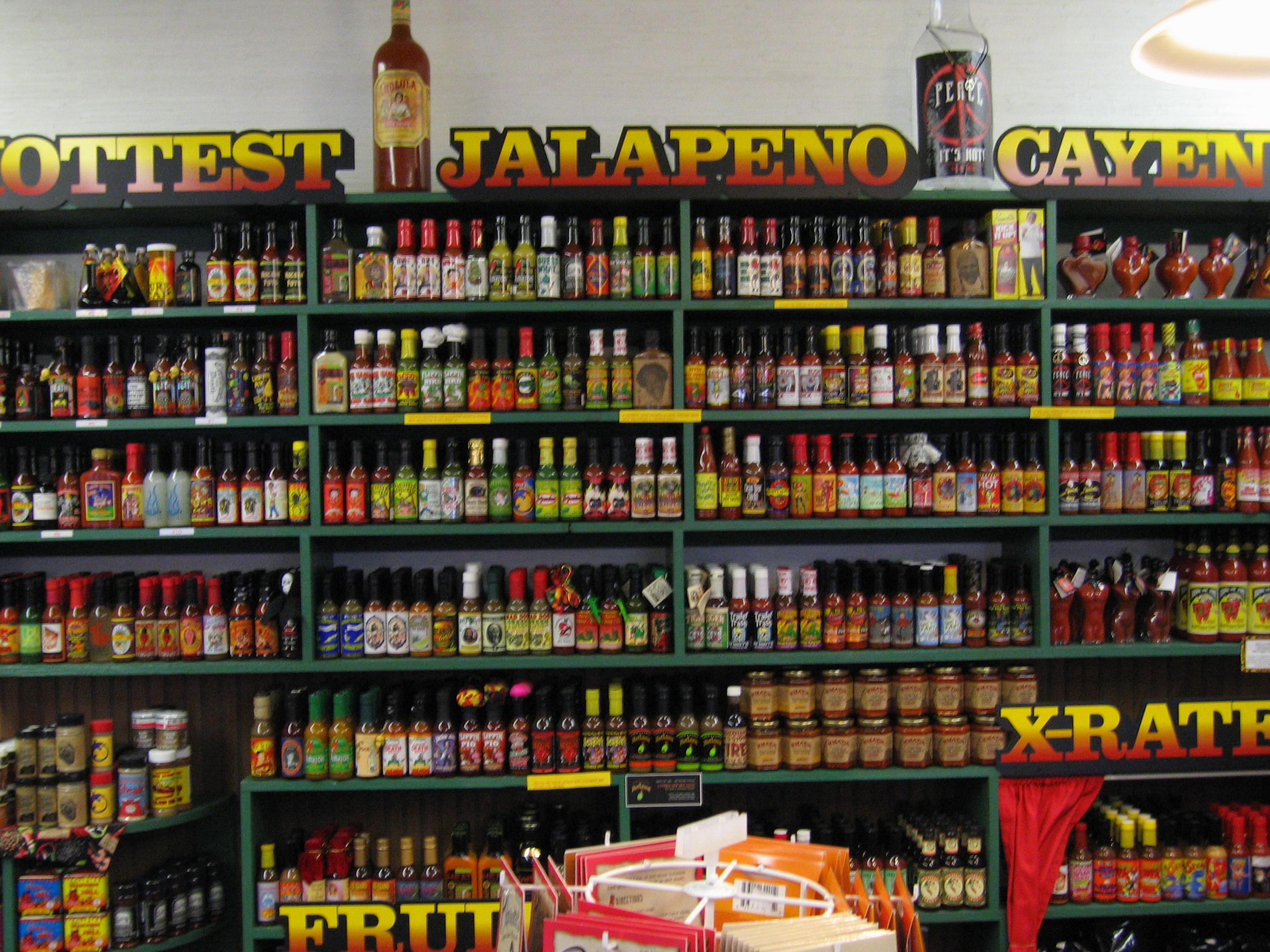
Бутылки с соусами

Буты́лка (от фр. bouteille, возможно, через пол. butelka) — ёмкость для долговременного хранения жидкостей, высокий сосуд преимущественно цилиндрической формы и с узким горлом, удобным для закупоривания пробкой. Большие бутылки иногда именуются бутыля́ми.
Изготавливается преимущественно из стекла, часто тёмного, в последнее время распространены бутылки из полимерных материалов (обычно из полиэтилентерефталата). Реже встречаются бутылки из керамики, металла и других материалов. Известны также натуральные «тыквенные бутылки» — калебасы.
Обычно бутылки изготавливаются стандартного размера. В русской системе мер бутылка являлась единицей измерения объёма и могла быть винная или водочная. Одна бутылка (водочная) равнялась 1/20 ведра, пяти чаркам, 0,6 л. Одна бутылка (винная) — 1/16 ведра, шести чаркам, 0,77 л. В русских народных загадках бутылку часто сравнивали с церковью, например: «Церковка Соловейковка, никто её не гладит, сама гладка».
В СССР наиболее массовыми были бутылки ёмкостью 0,5 литра двух основных разновидностей: молочные с широким горлом, запечатывавшиеся фольгой, а для других напитков — с узким горлом; и 0,7 литра. Для шампанского использовались бутылки большей ёмкости с более толстыми стенками и дном (основной международный размер винных бутылок — 0,75 литра), а для коньяка иногда особые плоские бутылки (фляжки). Для растительного масла выпускались бутылки вмещающие 500 грамм масла (более чем 0,5 л). Для молочных продуктов выпускались бутылки ёмкостью 0,25, 0,5 и 1 литра. Для Пепси-Колы — 0,33 л.
Также выпускаются бутылки объёмом 0,25 литра, которые в простонародье именуют «чекушками». В магазинах беспошлинной торговли (duty free) встречаются маленькие бутылки ёмкостью 100 мл, удобные для распития на борту самолёта. Некоторые напитки (коньяк, бренди, виски, бурбон, текила) выпускаются также в подарочных бутылках большой ёмкости (от 2 до 10 литров).
Для технических, научных и медицинских целей изготавливаются колбы разнообразных размеров и форм, иногда с нанесённой шкалой, позволяющие приблизительно измерять объём налитой жидкости. В химических лабораториях используются специализированные колбы, например, с несколькими горлышками.

## История
История происхождения бутылки уходит в далёкое прошлое, первая стекольная мастерская была найдена археологами в Тель-эль-Амарне (Египет) и датирована 1370 г. до н. э. Древние египтяне придавали большое значение форме бутылок, делали фигуры человека или какого-либо овоща, изготовлялись они методом формирования кварцевой пасты вокруг металлического стержня. Египетские стёкла принадлежали к группе так называемых натриево-кальциевых кремнезёмных стёкол.
За сто лет до н. э. в Сидоне, в Финикии появилось решающее техническое новшество для изготовления стеклянных бутылок — стеклодувная трубка, отменившее утомительную формовку, и металлический стержень, что ускорило процесс изготовления.
Немалое количество уцелевших предметов из стекла, относящихся к периоду Римской империи, найденных при археологических раскопках, свидетельствует о широком употреблении бутылок, флаконов в различных целях. Бутылки в древнем Риме выдувались по определённому образцу и клеймо на них было одинаковое.
С крестовыми походами изготовление стеклянных изделий переняли и в Европе, в XIII веке произошло развитие венецианской стекольной промышленности.
Ещё одно важное техническое новшество в стекольном производстве произошло в Англии (1611) — была изобретена и запатентована печь для обжига стекла, работающая на каменном угле. Ранее стекло обжигалось на древесном огне, получавшиеся изделия были непрочными. Температура обжига на каменном угле была интенсивнее, дольше держалась и способствовала изготовлению прочных бутылок из тёмного стекла, что очень понравилось виноделам. Постепенно, благодаря техническому прогрессу, бутылка превратилась из предмета роскоши в удобный сосуд, пригодный для торговли разными продуктами.
Ещё более продуктивная технология производства бутылок была изобретена англичанином Майклом Оуэнсом в 1901 году — появился первый автоматический бутылочный станок.

## Виды бутылок

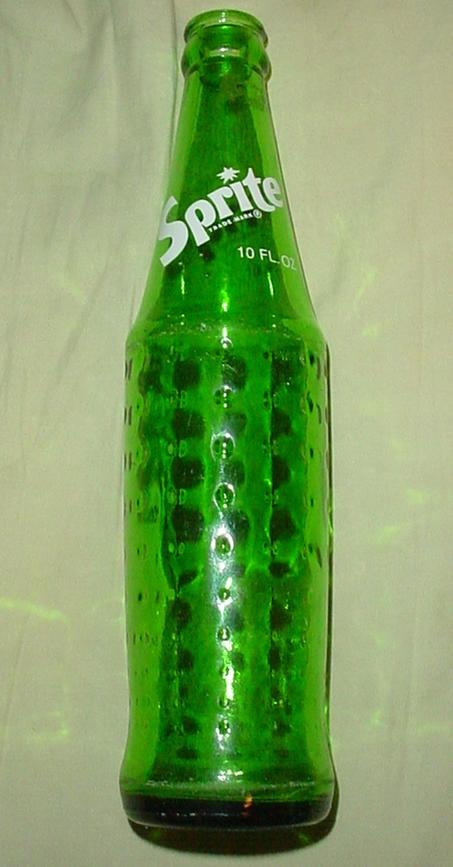
Стеклянная бутылка из-под «Спрайта» 0,33 литра

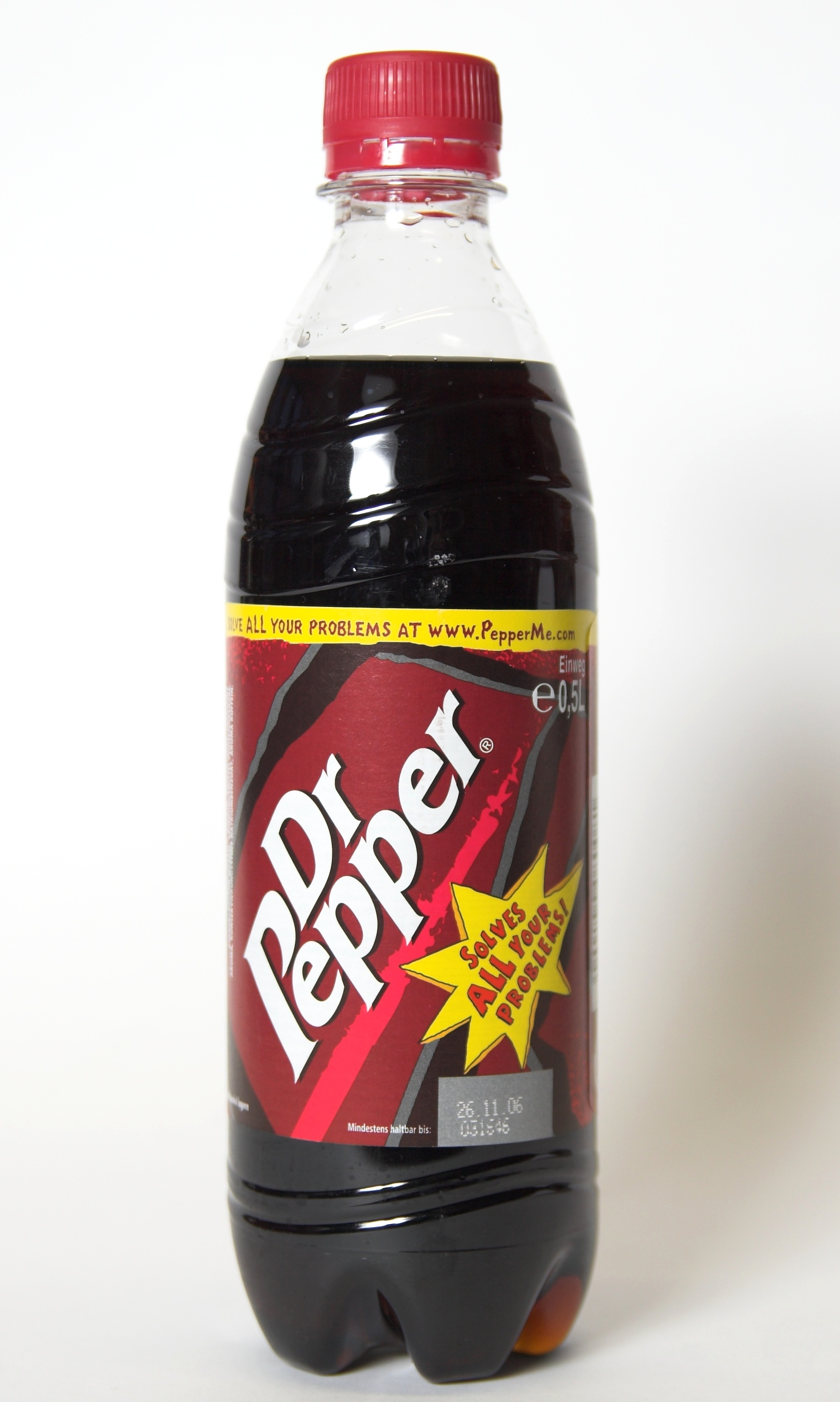
Пластиковая бутылка Dr. Pepper

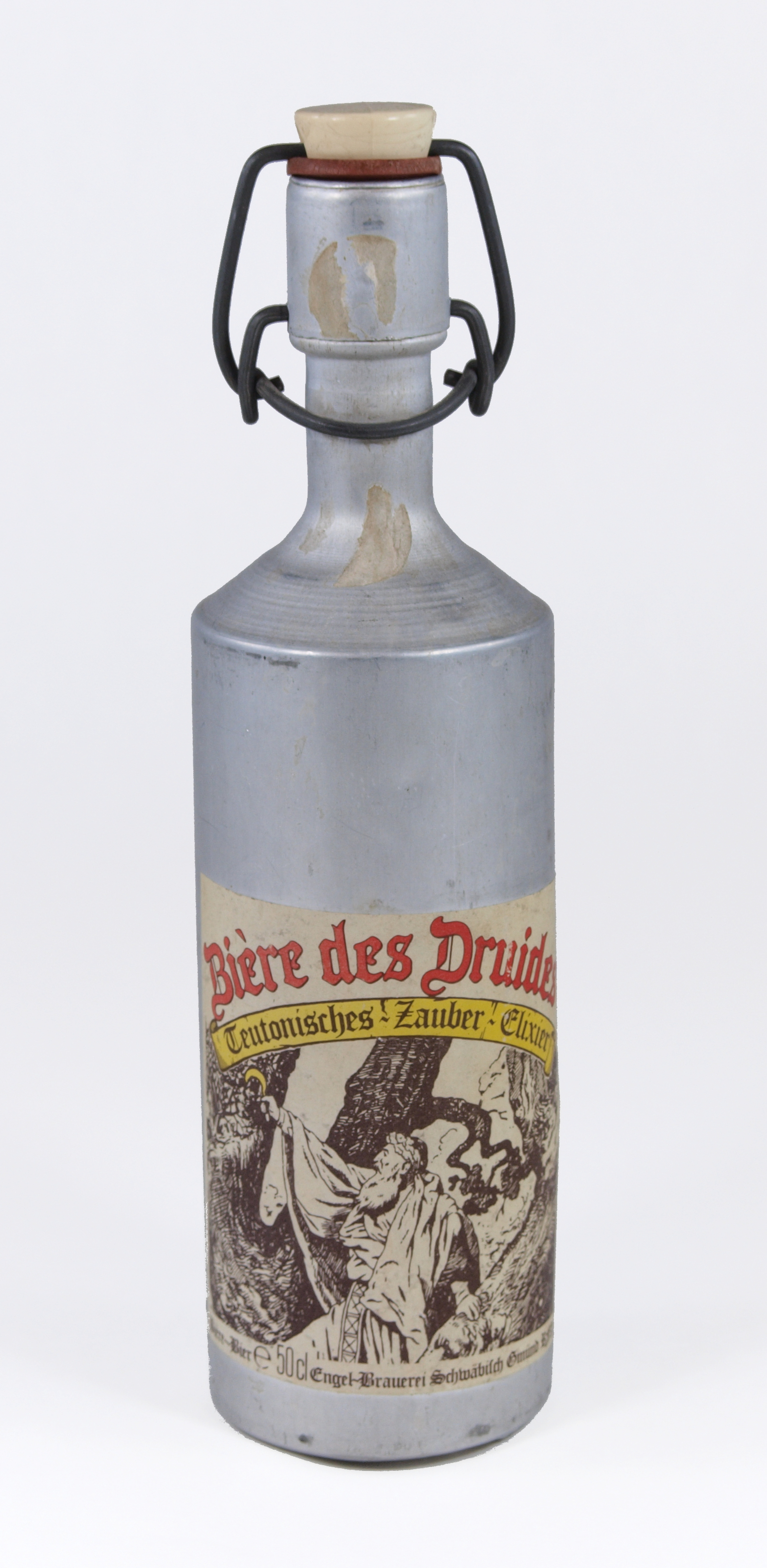
Металлическая пивная бутылка

### Стеклянная бутылка
Стеклянная бутылка более дорога, вследствие чего напиток в стеклянной таре дороже, чем аналогичного объёма в пластиковой таре. Среди преимуществ стекла выделяется лучшее хранение напитка, из-за чего считается, что напиток из стеклянной бутылки вкуснее. Также плюсом для покупателя стеклянных бутылок является возможность многократного повторного использования.

### Пластиковая бутылка
Среди ёмкостей для разлития газированных напитков наибольшую популярность имеют пластиковые бутылки, вследствие низкой себестоимости производства. Такие бутылки, как правило, имеют больший объём по сравнению со стеклянными и более безопасны за счёт упругости. Большую популярность пластиковые бутылки приобрели в быту и могут использоваться для различных нужд. Впервые пластиковая бутылка Pepsi появилась на рынке США в 1970 году.
С 1973 года применяются бутылки из лавсана (ПЭТ-бутылки). На территории России пластиковые бутылки получили популярность после прихода на рынок безалкогольных напитков западных корпораций «Кока-Кола» и ПепсиКо. Первый завод по производству лимонада в пластиковых бутылках в СССР открыла компания «ПепсиКо» в 1974 году в Новороссийске.

### Бутылки шампанского
Для бутылок шампанского используются специальные названия в честь библейских персонажей:
- четверть (тж. quart, split или piccolo bottle) (187,5 или 200 мл) используется, в основном, авиакомпаниями и ночными клубами
- половина (тж. Demie) (375 мл) используется в ресторанах
- бутылка (тж. Bouteille) (750 мл)
- Магнум (тж. Magnum) (1.5 л) (эквивалентно 2 бутылкам)
- Иеровоам (тж. Jeroboam) (3 л) (4 бутылки)
- Ровоам (тж. Rehoboam) (4,5 л) (6 бутылок)
- Мафусаил (тж. Methuselah) (6 л) (8 бутылок)
- Салманасар (тж. Salmanazar) (9 л) (12 бутылок)
- Валтасар (тж. Balthazar) (12 л) (16 бутылок)
- Навуходоносор (тж. Nebuchadnezzar) (15 л) (20 бутылок)
- Мельхиор (тж. Melchior) (18 л) (24 бутылки)
- Соломон (25 л)
- Примат (тж. Primat) (27 литров) (36 бутылок)
- Мелхиседек (тж. Melchizedek) (30 л) (40 бутылок)

## Галерея

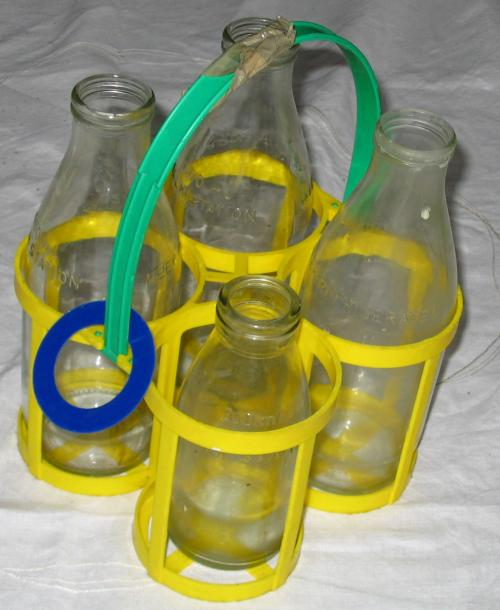
Молочные бутылки
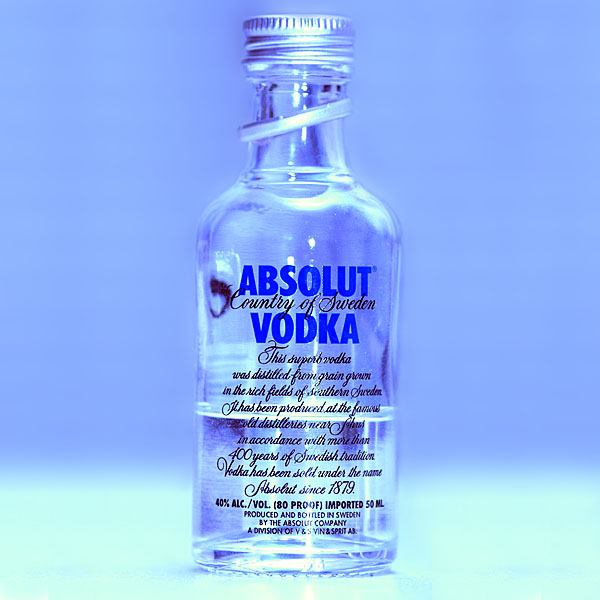
Бутылка водки
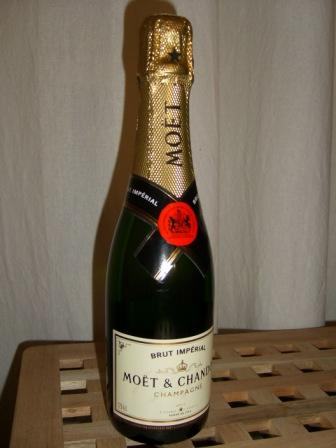
Бутылка шампанского
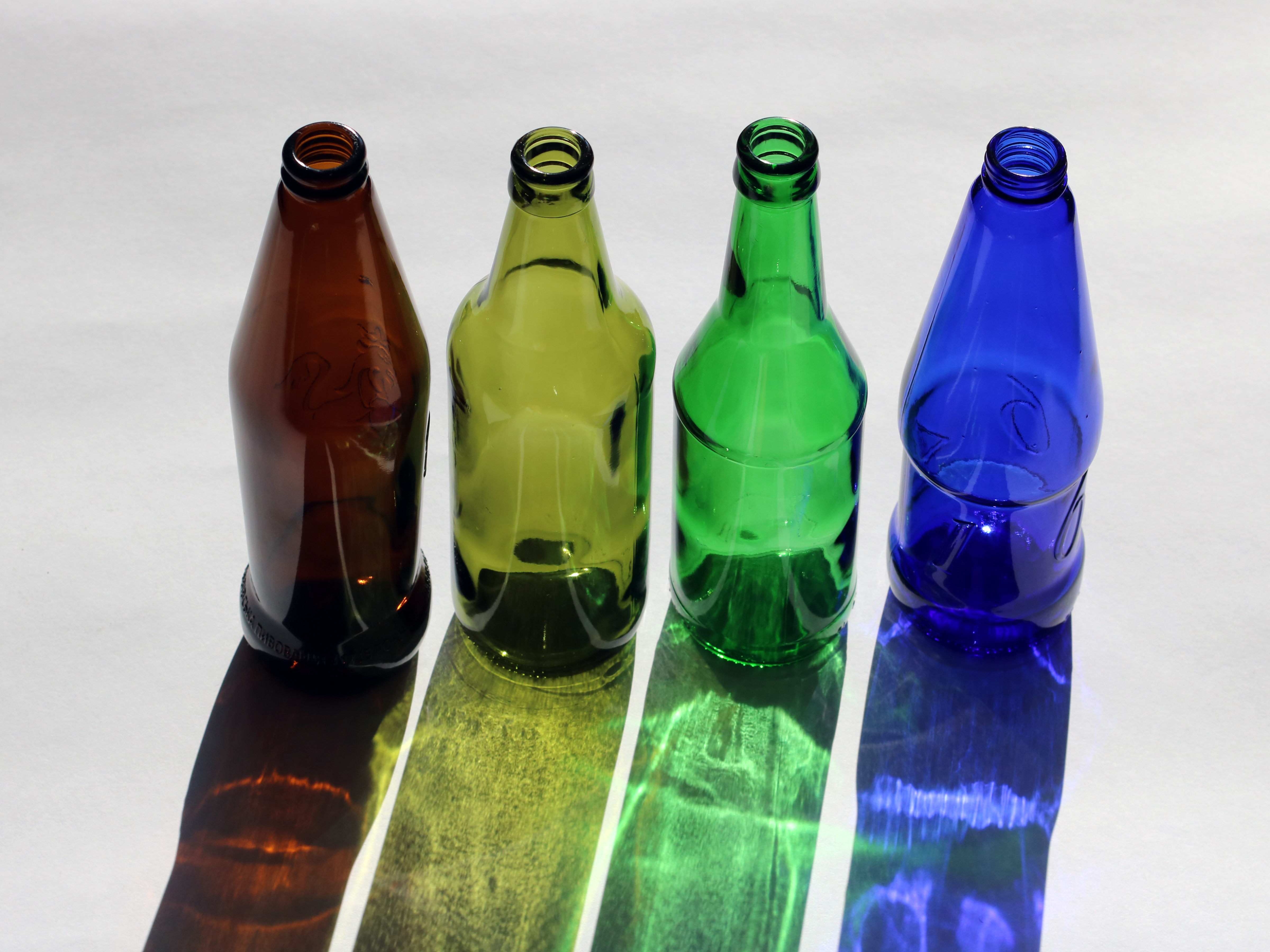
Пивные бутылки разных цветов

## Откупоривание
В некоторых ситуациях, например при подаче вина в ресторане, откупоривание бутылки является важной церемонией. Официанты (сомелье) специально обучаются этому ритуалу.
Процедура откупоривания определяется видом пробки и содержащимся в бутылке напитком. Некоторые виды пробок, например отвинчивающиеся, удалить легко, а с другими, например с корковыми пробками, порой приходится повозиться. Шипучие напитки требуют особого внимания при откупоривании.
Используются специальные приспособления для откупоривания бутылок, такие как штопор и «открывалка». Видов их множество, и некоторые из них запатентованы. Наиболее удачные из приспособлений для открывания занесены в книгу рекордов Гиннеса.
Наиболее церемониальной процедурой является откупоривание бутылки с шампанским — вплоть до откупоривания её саблей. Шампанское часто откупоривают таким образом, что раздаётся характерный хлопок, а пробка летит в потолок.
Звук откупориваемой бутылки узнаваем. Он часто используется в звукозаписи (кино и музыка), а также имитаторами[кем?].
При открывании бутылки рекомендуют быть осторожным, так как неловкость может привести к травме. В частности, рекомендуют не повреждать горлышко бутылки, чтобы не пораниться стеклом и не допустить попадания его осколков внутрь бутылки.

### Бутылочные пробки и методы их извлечения

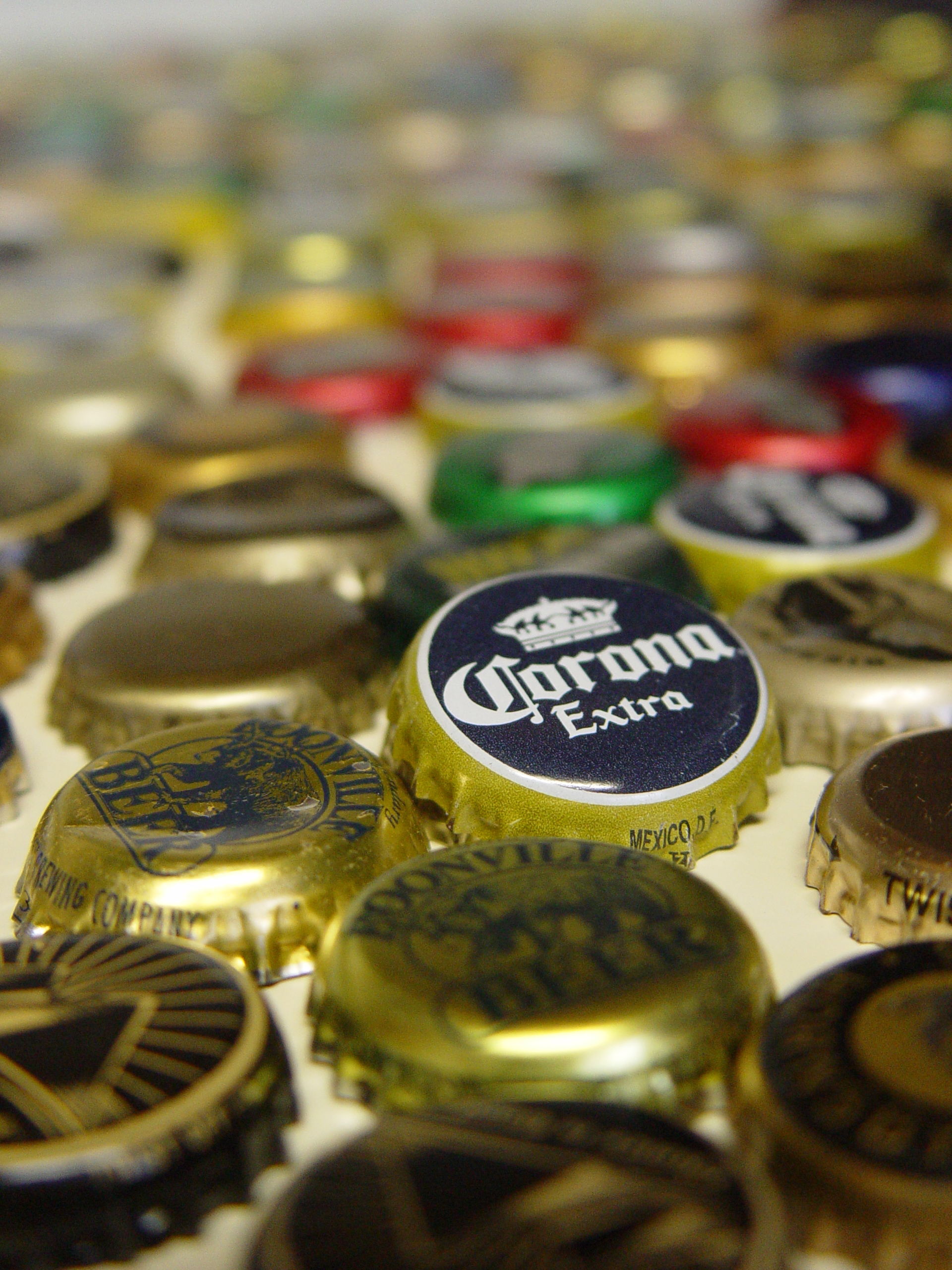
Пробки от пивных бутылок

Бутылки закупоривают пробками с целью защиты их содержимого от окисления, заражения микроорганизмами, загрязнения пылью, расплёскивания, для удобства транспортировки и хранения. Пробки могут быть совмещены с другими приспособлениями для повышения удобства розлива содержимого бутылки или его защиты от фальсификации (например, колпачком Гуала). Пробки должны обладать определённой надёжностью. Однако именно надёжность и прочность пробки иногда создают проблемы для их удаления. Проблемы возникают тогда, когда бутылку откупоривают неправильным инструментом либо используя неправильную методику. Отсутствие инструмента для открывания пробки часто создаёт сложности в быту, например, проблему извлечения корковой пробки без штопора или откупоривание бутылки пива без открывалки. Методика имеет большое значение в некоторых ситуациях, например при откупоривании бутылки официантом в ресторане или при откупоривании бутылочек с медицинскими препаратами. В некоторых случаях желательно сохранить пробку для повторного использования, и неправильный метод откупоривания может её повредить.

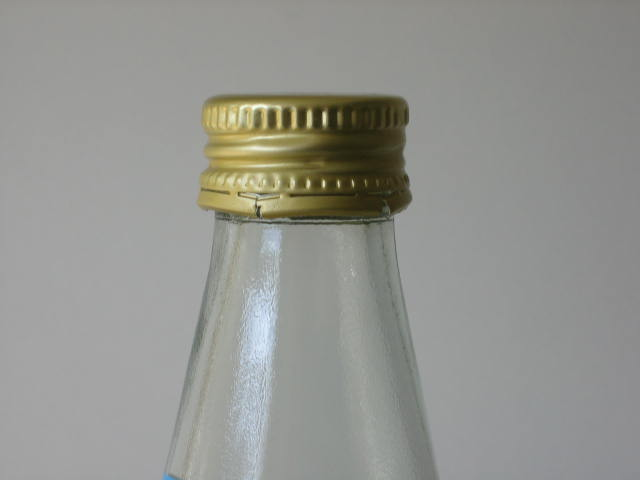
Отвинчивающаяся пробка

Способ откупоривания в первую очередь определяется видом пробки. Пробки изготовляют, в основном, из следующих материалов: пробка (корковые пробки, плотно сидящие в горлышке бутылки), металл (пробки на пивных бутылках и бутылках с прохладительными напитками, отвинчивающиеся пробки на бутылках с крепкими напитками и ликёрами), пластмасса (отвинчивающиеся пробки на пластиковых бутылках с газированными напитками, пробки «от бутылки от портвейна», пробки для шампанского), фольга (водочные бутылки, медицинские препараты), резина (медицинские препараты), стекло (декоративные бутылки, медицинские препараты). Извлечение некоторые из этих пробок (отвинчивающихся, стеклянных) не представляет большого труда, для других же существуют специальные приспособления.

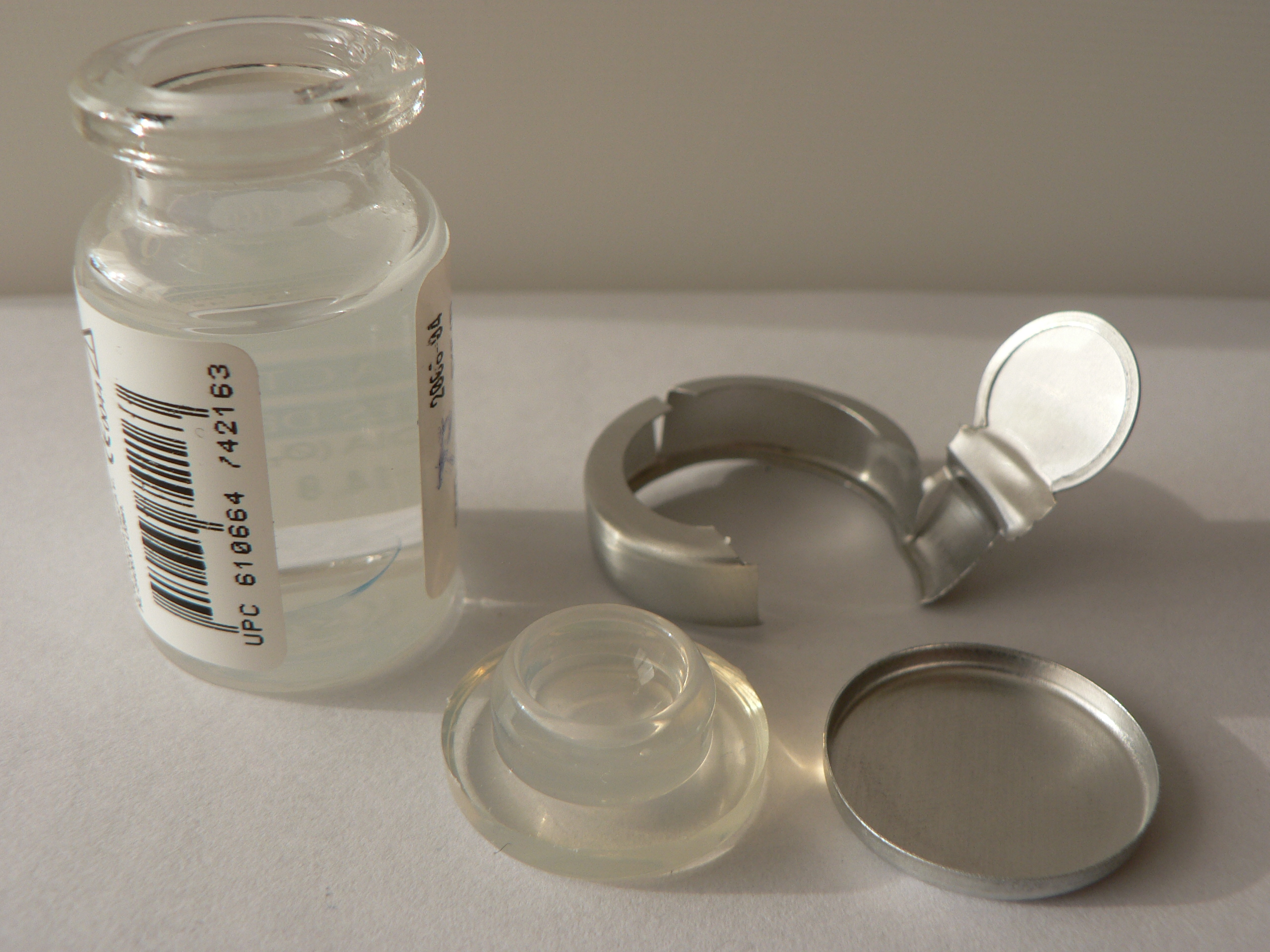
Откупоренная стеклянная бутылка с медицинским препаратом

Для извлечения корковых пробок применяют различные виды штопора, для открывания пивных и им подобных бутылок используют открывалку. (В США процедуру открывания пива упростили, сделав пивные пробки отвинчивающимися). Отвечая на потребительский спрос, индустрия выпускает огромное разнообразие штопоров и открывалок для бутылок.

### Использование штопора

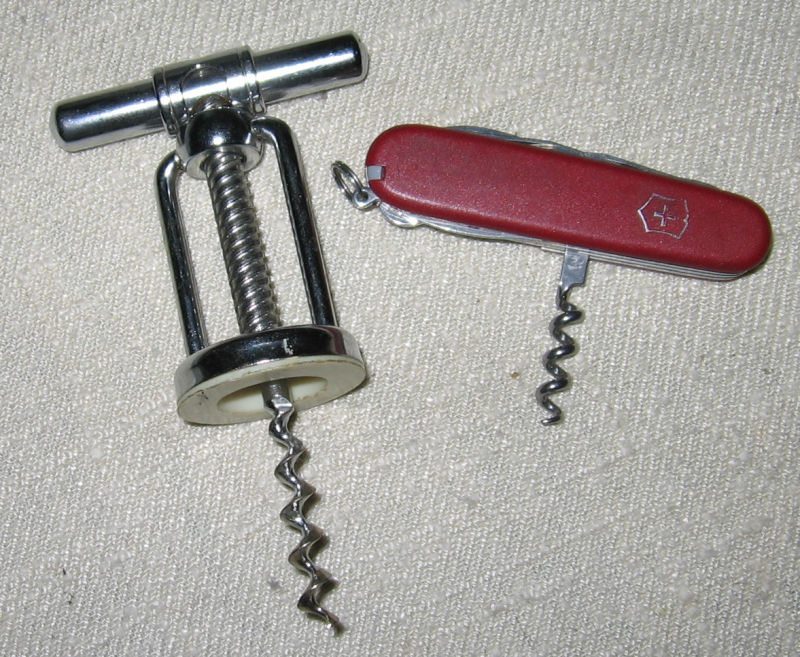
Разновидности штопора

Старинный британский тост утверждает: «Вино не явится на свет, пока пробка не согрешит со штопором».
Для того, чтобы штопор легче вошёл в пробку, иногда срезают лезвием надпробочное покрытие. Проникать штопором в пробку рекомендуют по центру. Также рекомендуют не протыкать пробку штопором насквозь, чтобы её кусочки не попали в вино.
Существует несколько видов штопоров.
Самым быстродействующим штопором является штопор Elegance, который даже включён в Книгу рекордов Гиннесса. Рекорд был поставлен в 1995 году на Гастрономическом салоне в Орлеане — штопор Elegance откупорил восемь бутылок всего за одну минуту.

### Откупоривание шампанского и других газированных напитков
При открывании бутылок с газированными напитками есть риск облиться пеной, особенно если напиток не охлаждён (в некоторых случаях выделение пены провоцируют специально). Чтобы не облиться, многие снимают пробку постепенно, чтобы газ мог выйти тонкой струйкой.
Шампанское можно открывать шумно и бесшумно.
Бесшумный способ состоит в том, что пробку придерживают, не давая ей выстрелить из бутылки, пока проволочный узелок приподнимается, раскручивается и снимается. Затем, продолжая крепко держать пробку, бутылку медленно поворачивают. Особенно бдительно нужно прижимать пробку, когда она начинает выходить из бутылки. После того, как газы вышли сквозь щёлочку, пробку можно снять.
Существует также экзотический способ открывания шампанского ударом — сабраж. Для этого любым тяжёлым прочным предметом — традиционно саблей, однако в современных условиях чаще используется специальный тяжёлый нож, но также и другие предметы — наносится плоский скользящий удар вдоль горлышка бутылки под самый его выступ. Поскольку в этом месте стекло бутылки испытывает наибольшее внутреннее напряжение, от удара в стекле образуется кольцевая трещина и горлышко отлетает вместе с пробкой. Сабраж технически несложен и весьма живописно выглядит, однако не очень практичен — потери напитка при таком способе открытия велики, а края отколотого горлышка крайне острые.

### Откупоривание бутылки в ресторане

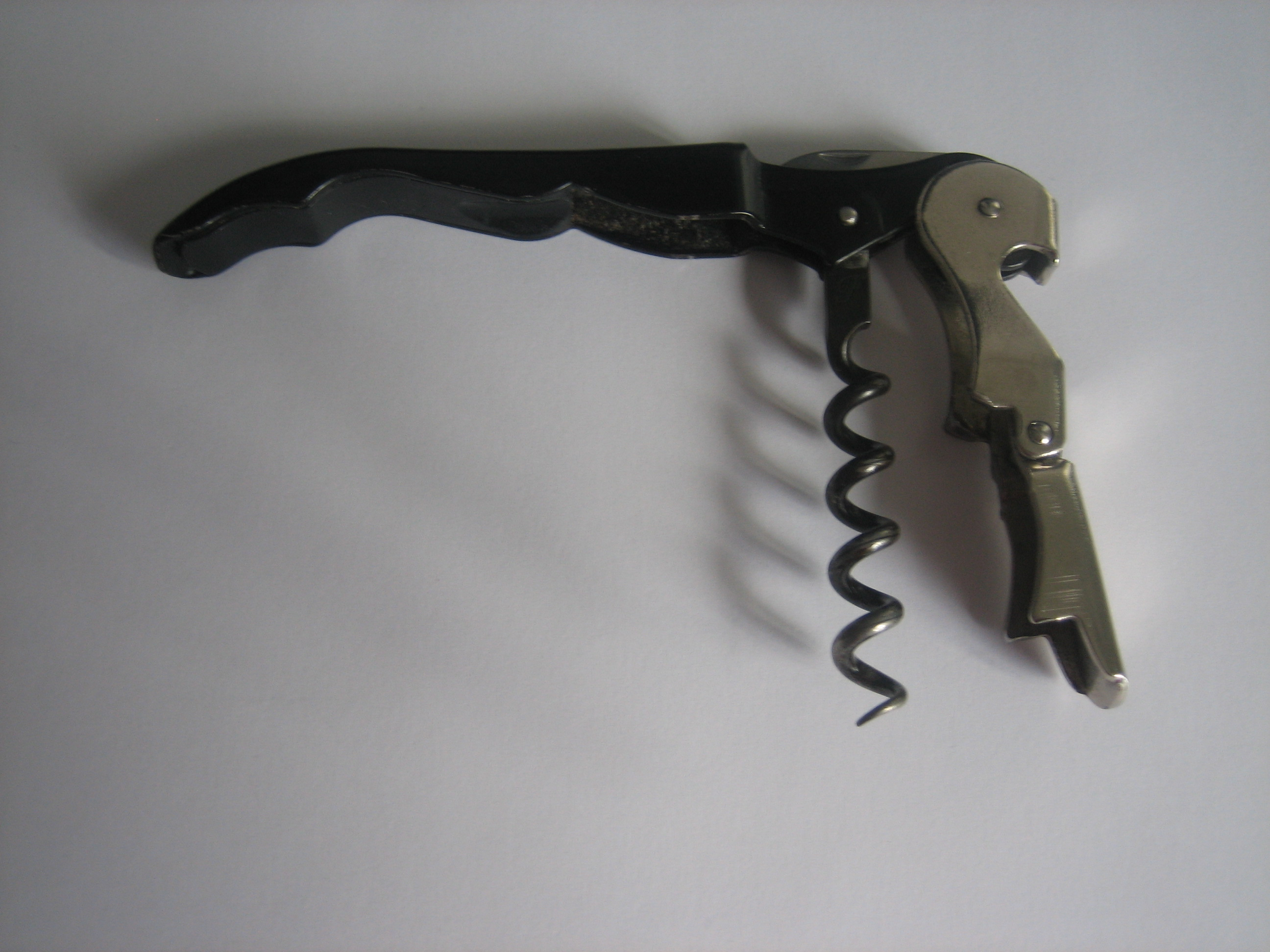
Штопор сомелье

В ресторанах бутылки откупоривают по правилам. Для каждого вида вина (молодое, выдержанное, белое, красное, сухое, шампанское и т. д.) существуют свои правила. Техника откупоривания также регламентирована.
Некоторые вина открывают за несколько часов до употребления, другие же открывают непосредственно перед посетителем. Открывать заранее рекомендуют молодое красное вино, которое выигрывает от контакта с воздухом. Выдержанные вина откупоривают в последний момент.
Сомелье-профессионалы, как правило, используют рычажный штопор, который также называют ножом сомелье. Последовательность откупоривания бутылки с корковой пробкой состоит в следующем. Штопор вставляется в пробку и вкручивается на один виток. Затем сомелье слегка тянет штопор и расшатывает пробку, после чего ввинчивает его глубоко, но таким образом, чтобы не пробить пробку насквозь. Пробка затем вытягивается из бутылки на три четверти без раскачивания, и сомелье извлекает её пальцами. Край горлышка протирается салфеткой, а пробка осматривается. Также исследуется запах пробки. По виду и запаху пробки опытный сомелье может оценить состояние вина.

### Откупоривание
- Как правильно открывать и наливать вино
- Русское словесное ударение (в частности в «откупорить»)
- Штопор задуман для пробки // vinclub.md
- Последние приключения Винни-Буха. Глава восьмая, в которой в волшебном лесу потерялся штопор, но нашелся способ открывания бутылок, а также герой
- E. Ромишевский. Удивительная бутылка (статья о гидравлическом ударе). PDF
- Opening a Bottle of Wine
- How do you open a wine bottle without a wine opener?

Видеодемонстрации откупоривания
- 500 способов открыть бутылку пива
- Откупоривание пива по-бразильски
- С помощью шурупа, отвёртки и пассатиж
- Откупоривание шампанского
- При помощи штопора
- Попытка откупорить пиво глазом